# Academy of Television Arts & Sciences Hall of Fame Plaza
Het Academy of Television Arts & Sciences Hall of Fame Plaza was een beeldentuin in het Amerikaanse attractiepark Disney's Hollywood Studios, die werd geopend in 1994 en werd gesloten in 2016. Het was een equivalent van de Hall of Fame Plaza zoals deze nu nog te vinden is bij het kantorencomplex van de Academy of Television Arts & Sciences in Hollywood.

## Geschiedenis
De beeldentuin werd in 1993 geopend als de oostkust-variant van de Hall of Fame Plaza in Hollywood. In 2016 werd de beeldentuin gesloten en verwijderd uit het park, om plaats te maken voor een nieuw te bouwen horeca- en souvenirpunt. De beelden werden geschonken aan de Academy of Television Arts & Sciences.

## Beschrijving
De Academy of Television Arts & Sciences Hall of Fame Plaza was te vinden in Echo Lake, tegen het Hyperion Theater. Tegen de wand van dit theater aan hing een raster met klimop met daarboven het logo van de beeldentuin. Hiervoor was een border te vinden, met hierin een levensgroot beeld van een Emmy Award. Rondom dit beeld waren 12 bustes te vinden van televisiepersoonlijkheden die in de Academy of Television Arts & Sciences Hall of Fame terecht waren gekomen:
- Desi Arnaz
- Beatrice Arthur
- Lucille Ball
- Diahann Carroll
- Dick Clark
- Walt Disney
- Andy Griffith
- Mary Tyler Moore
- Bob Newhart
- Barbara Walters
- Betty White
- Oprah Winfrey

## Trivia
- Oorspronkelijk was in de beeldentuin ook een buste te vinden van Bill Cosby. Deze buste is echter verwijderd in 2015, toen Cosby in opspraak kwam wegens seksueel misbruik.[2]

Walt Disney World Resort · Earful Tower · The Sorcerer's Hat · afbeeldingen